# Nomistério
Nomistério (em latim: Nomisterium; em grego: Νομιστήριον; romaniz.: Nomistérion), segundo a Geografia de Ptolomeu, foi uma cidade do país dos marcomanos (a atual Boêmia) situada não muito longe do rio Elba. Sua localização atual é incerta.